# Abraham Cresques
Abraham Cresques (Palma di Maiorca, ... – 1387) è stato un cartografo spagnolo, il più importante del XIV secolo.

## Biografia
La sua perizia era talmente raffinata che ricoprì sotto il principe Giovanni di Aragona la carica ufficiale di "maestro delle mappe e dei compassi". Il principe era solito definirlo come "L'ebreo della nostra casa" e per i suoi meriti gli conferì, come segno del suo favore, il diritto di aprire delle terme. Abraham insieme a suo figlio Jahuda fece la prima Mappa Mundi in scala che rappresenta il primo tentativo di dare proporzioni reali ai territori al di fuori del Mediterraneo, superando le vecchie mappe medievali del mondo che non erano niente di meglio che semplici rappresentazioni pittoriche.
Il figlio che successivamente sarà battezzato cristiano con il nome di Jayme Ribes, conosciuto col nome di Giacomo di Maiorca, come il padre sarà uno dei maggiori cartografi mai esistiti e da Enrico il Navigatore sarà designato direttore della famosa scuola di Sagres.

## Opere

### Atlante catalano

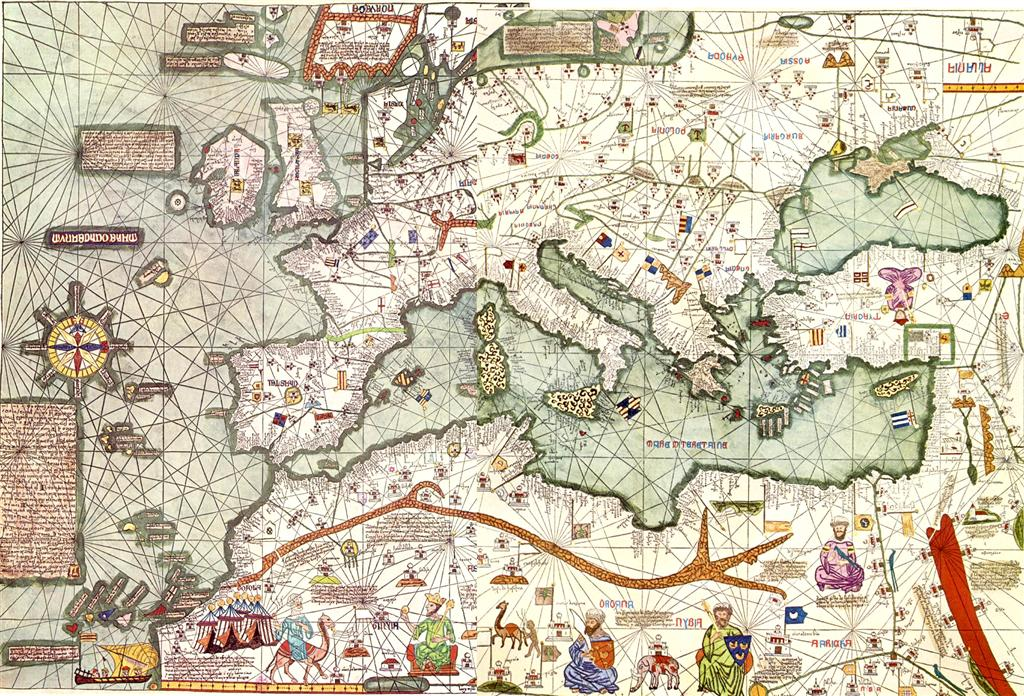
Mappa dell'Europa e del Mediterraneo, presente all'interno di una copia dellAtlante catalano, attribuito a Cresques.

Non è certo che Cresques sia l'autore del famoso Atlante catalano ma è documentato che contemporaneamente realizzò diverse mappe dello stesso tipo e che i re d'Aragona le offrirono in regalo ad altri monarchi europei. Si sa che nel novembre 1381 Giovanni, duca di Girona e primogenito di Pietro il Cerimonioso, volle fare un regalo al nuovo re di Francia e cugino di sua moglie, Iolanda di Bar, il giovane Carlo VI, e decise d'inviargli una mappa del mondo depositata negli archivi di Barcellona. Mandò a chiamare l'autore della mappa, Cresques "il Giudeo" ("Cresques lo juheu qui lo dit mapamundi ha fet") e suo figlio Jafudà, perché dessero maggiori informazioni all'emissario del Francese. I Cresques ricevettero come compenso 150 fiorini d'oro dall'Aragona (Abraham) e 60 lire maiorchine (Jafudà).